# MATE Desktop Environment
MATE ist eine freie Desktop-Umgebung für unixoide Systeme wie z. B. Linux. MATE entstand 2011 als Abspaltung der Desktop-Umgebung Gnome 2. Der Name leitet sich von der Mate-Pflanze ab (spanisch yerba mate), wurde aber auch mit der Interpretation als rekursives Backronym MATE Advanced Traditional Environment belegt.

## Geschichte
Nach Gnome 2 wurde Gnome 3 entwickelt und das Bedienkonzept stark verändert. Viele Benutzer wollten die bewährten Bedienmechanismen von Gnome 2 beibehalten, nur wurde Gnome 2 nicht mehr weiterentwickelt und nicht länger mit Sicherheitsentwicklungen weitergepflegt. Aus Unzufriedenheit darüber ist in der Folge das MATE-Projekt entstanden, dessen Mitwirkende sich dann der Gnome 2-Desktopumgebung angenommen haben. Mit dem Konfigurationswerkzeug MATE Tweak lassen sich verschiedene vordefinierte Kombinationsvarianten für Panel und Menu auswählen.

### Versionsgeschichte
| 1.0                                                                                            | Juni 2011     | Erstveröffentlichung nach Vorstellung im Arch-Linux-Forum im Juni 2011. |
| 1.2                                                                                            | 16. Apr. 2012 | Alle Konflikte mit dem generellen Gnome wurden behoben; alle Konfigurationsdateien wurden nach ~/.config/mate verschoben. |
| 1.4                                                                                            | 30. Juli 2012 | Die Integration von mate-keyring wurde verbessert; Dateimanager wurde verbessert. |
| 1.6                                                                                            | 2. Apr. 2013  | Systemd-logind-Unterstützung wurde verbessert; Dateimanager wurde verbessert. |
| 1.8                                                                                            | 4. März 2014  | verbessert wurden: Dateimanager, Panel (Desktopleisten), Dokumentation, Bildschirmschoner, Applets (Zusatzprogramme), Übersetzungen, Programmcode; Fenstermanager lässt Fenster einrasten; optionaler Fenstermanager Metacity wird unterstützt; Diashow des Bildbetrachters zeigt Bilder auch in zufälliger Reihenfolge; Blueman wird als Bluetoothgrundlage verwendet; Befehls-Applet wurde hinzugefügt; Programm für online-Textveröffentlichung wurde hinzugefügt (für paste.mate-desktop.org); Installationspakete wurden ersetzt; Fehler wurden beseitigt.                                                                      |
| 1.10                                                                                           | 11. Juni 2015 | Die Portierung auf Gtk+ 3 ist weiter vorangetrieben worden und ist nun in einer experimentellen Form verfügbar: damit ist jede MATE-Komponente derzeit mit Gtk+ 2 oder mit Gtk+ 3 kompilierbar. Der Dateimanager Caja hat einen Erweiterungsmanager erhalten: Mit ihm ist es Anwendern möglich, Plugins zur Laufzeit hinzuzufügen und diese zu aktivieren oder zu deaktivieren. Libmatemixer, eine Audio-Mixer-Objektcodebibliothek kommt neu zur Desktop-Umgebung hinzu; der Dokumentenbetrachter Atril beherrscht mit der neuen Version das E-Book-Format EPUB. Diverse Speicherlecks sind mit der neuen Version beseitigt worden. |
| 1.12                                                                                           | 5. Nov. 2015  | Verbesserungen der GTK3-Unterstützung inklusive GTK 3.18, sowie in Multitouch, Natural Scrolling, Multi Monitor, Power Applet, Screensaver (Deaktivierung während Videowiedergabe), und systemd. Unterstützung von win32 und osx wurde entfernt. |
| 1.14                                                                                           | 8. Apr. 2016  | Verbesserungen der GTK3-Unterstützung inklusive GTK 3.20-Unterstützung aller MATE-Themes. |
| 1.16                                                                                           | 21. Sep. 2016 | Verbesserungen der GTK3-Unterstützung inklusive GTK 3.22, Portierung von Anwendungen von GApplication zu GTKApplication. |
| 1.18                                                                                           | 13. März 2017 | Unterstützung nur noch von GTK3+ |
| 1.20                                                                                           | 7. Feb. 2018  | Unterstützung von HiDPI. |
| 1.22                                                                                           | 18. März 2019 | Unterstützung von Wayland für das Panel. |
| 1.24                                                                                           | 10. Feb. 2020 | Verbesserungen von Eye of MATE und des Panels für Wayland und HiDPI. |
| 1.26                                                                                           | 3. Aug. 2021  | Verbesserung der Wayland-Unterstützung, Einführung weiterer Optionen wie Do-Not-Disturb, Bildschirmskalierung; Optimierung von Atril für große Dateien; neu ist auch ein Wiki mit Hilfestellungen für neue Entwickler. |
| 1.28                                                                                           | 12. Feb. 2024 | Weitere Verbesserung der Wayland-Unterstützung, |
| Legende:Ältere Version; nicht mehr unterstütztÄltere Version; noch unterstütztAktuelle Version |               | |

## Übernommene Programme
Neben der eigentlichen Desktopumgebung wurden auch die Systemanwendungen von Gnome 2 übernommen und in hauptsächlich spanische Begriffe umbenannt.
- Caja (Box, Kiste, Gehäuse) – Dateimanager (von Nautilus)
- Pluma (Schreibfeder, Federkiel) – Texteditor (von Gedit)
- Eye of MATE (kurz EoM) – Bildbetrachter (von Eye of GNOME)
- Atril (Lesepult) – Dokumentenbetrachter (von Evince)
- Engrampa (Hefter) – Archivverwalter (von File Roller)
- MATE Terminal – Terminalemulation (von GNOME Terminal)
- Marco ((Fenster-)Rahmen) – Fenstermanager (von Metacity)
- Mozo (Kellner) – Menüeditor (von Alacarte)

## Linux-Distributionen
Mate ist in einigen Linux-Distributionen enthalten. Die offizielle Website listet verschiedene Distributionen von Arch Linux bis Void Linux auf. Die dedizierte Distribution Ubuntu MATE gibt es ab der Ubuntu-Version 14.04 LTS. Die für Linux Mint entwickelten MintTools wie z. B. das Startmenü MintMenu stehen auch anderen Distributionen zur Einbindung in MATE zur Verfügung.